# Iaroslav Halan
Iaroslav Oleksandrovytch Halan ou Galan (en ukrainien : Ярослав Олександрович Галан), surnommé camarade Yaga, né le 27 juillet 1902 à Dynów et mort assassiné le 24 octobre 1949 à Lviv, est un écrivain, dramaturge et publiciste antifasciste ukrainien soviétique, membre du Parti communiste d'Ukraine occidentale à partir de 1924.
Écrivain aux multiples casquettes, il est l'auteur de nombreux articles et pièces de théâtre engagés, soutenant le communisme et attaquant notamment l'Église catholique et les nationalistes ukrainiens. Halan est assassiné par deux membres de l'armée insurrectionnelle ukrainienne en 1949.

## Biographie

### Jeunesse
Iaroslav Halan naît le 27 juillet 1902 à Dynów (alors en Autriche-Hongrie) dans la famille d'Oleksandr Halan, un fonctionnaire des postes. Enfant, il vit et étudie à Przemyśl. Il bénéficie d'une grande collection de livres rassemblée par son père et est grandement influencé par la créativité de l'écrivain socialiste ukrainien Ivan Franko. À l'école, les pensées critiques de Iaroslav le font entrer en conflit avec les prêtres qui enseignent la théologie.
Au début de la Première Guerre mondiale, son père, ainsi que d'autres éléments jugés « peu fiables » car sympathisants des Russes, est emprisonné dans le camp d'internement de Thalerhof (en) par les autorités austro-hongroises. La Galicie est finalement prise par les Russes.
Lors de l'offensive autrichienne de Gorlice-Tarnów qui s'ensuit, afin d'éviter les répressions, sa mère évacue la famille en suivant la retraite de l'armée russe, s'installant à Rostov-sur-le-Don, où Iaroslav poursuit ses études et se produit au théâtre. Vivant là-bas, Halan est témoin des événements de la révolution d'Octobre. Il se familiarise avec les idées et le mouvement de Lénine. Plus tard, ces événements constituent la base de son histoire Unforgettable Days.
À Rostov-sur-le-Don, il découvre les œuvres d'écrivains russes tels que Léon Tolstoï, Maxime Gorki, Vissarion Belinski et Anton Tchekhov. Halan se rend souvent au théâtre. C'est ainsi que naît sa passion pour cet art, qui détermine à l'avenir sa décision de devenir dramaturge.

### Années étudiantes et premiers engagements
Après la guerre, Halan retourne en Galicie (alors annexée par la Pologne), où il obtient en 1922 son diplôme du Peremyshl Ukrainian Gymnasium. Il étudie ensuite à l'École supérieure de commerce de Trieste en Italie et, en 1922, s'inscrit à l'université de Vienne. En 1926, il rejoint l'université Jagellonne de Cracovie, dont il sort diplômé en 1928 (selon certaines sources, il ne réussit pas les examens finaux). Halan commence ensuite commencé à travailler comme professeur de langue et littérature polonaises dans un établissement privé de Loutsk. Cependant, dix mois plus tard, il est interdit d'enseigner pour des raisons politiques.
Au cours de ses années d'études, il s'engage politiquement à gauche. À l'université de Vienne, il devient membre de la communauté ouvrière Einheit (Unité), supervisée par le Parti communiste d'Autriche. À partir de 1924, il participe activement au mouvement clandestin de libération nationale qui, sur les terres ukrainiennes de la Deuxième République polonaise (à l'exception de la Galicie, sous l'influence de l'OUN), est dirigé par le Parti communiste d'Ukraine occidentale (CPWU). Il rejoint le parti alors qu'il est en vacances à Przemyśl. Plus tard, alors qu'il étudie à Cracovie, il est élu vice-président de l'organisation Życie (Vie), réunissant des étudiants en droit et dirigée par le Parti communiste de Pologne.

### Premières œuvres et engagement communiste

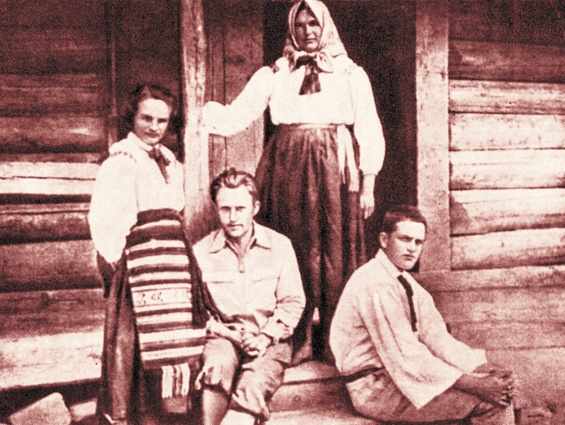
Iaroslav Halan avec sa première épouse Anna Henyk et ses proches dans le village de Bereziv, 1929

C'est dans les années 1920 que l'activité créatrice de Halan commence. En 1927, il termine sa première pièce importante, Don Quichotte d'Ettenheim. Il révèle ensuite ce qu'il considère comme de la vénalité parmi les partis nationalistes et chauvins dans sa pièce 99 % (1930). Le thème de la lutte des classes et la condamnation de la ségrégation sont des thèmes présents dans les pièces Cargo (1930) et Cell (1932), appelant à l'unité d'action et à la solidarité de classe des prolétaires ukrainiens, juifs et polonais.
La pièce de Halan, 99 %, est mise en scène par le Théâtre ouvrier de Lviv, qui s'organise à la limite de la légalité. À la veille de la première représentation, les autorités polonaises lancent une campagne d'arrestations massives contre les communistes ukrainiens occidentaux, les emprisonnant dans la prison de Loutsk. Le directeur du théâtre et l'un des principaux acteurs étant arrêtés, la première est menacée d'annulation. Malgré les risques d'arrestation, les ouvriers continuent à répéter, de sorte que la pièce est présentée avec un jour de retard seulement. Environ 600 ouvriers assistent à la première ; pour eux, il s’agit d’une forme de mobilisation de protestation contre la répression et le nationalisme.
Halan est l'un des fondateurs d'un groupe d'écrivains ukrainiens engagé à gauche, Horno. De 1927 à 1932, avec d'autres écrivains communistes et membres du Parti communiste, il travaille pour le magazine ukrainien Vikna, basé à Lviv, comme membre de son comité de rédaction, jusqu'à ce que celui-ci soit fermé par la censure du gouvernement.
Vivant dans la ville de Lviv, sous contrôle polonais, Halan gagne sa vie en traduisant des romans depuis l'allemand vers le polonais. En 1932, il s'installe à Nijniy Bereviz, le village natal de sa femme, situé dans les Carpates ukrainiennes, près de Kolomya, et continue à travailler sur ses propres pièces, histoires et articles. Dans le village, il répand les idées communistes parmi les paysans, créant des cellules du Secours rouge international et du Comité de secours contre la famine. Sans possibilité de trouver du travail, il vit à la campagne jusqu'en juin 1935, date à laquelle il est mandaté par le Parti communiste pour retourner à Lviv.
Halan demande la citoyenneté soviétique en 1935, mais elle lui est refusée.
En 1935, Halan voyage dans les Carpates ukrainiennes, prononçant des discours devant les paysans. Il devient un militant communiste expérimenté. S'adressant aux ouvriers de la ville, Halan leur explique les principaux points de la théorie marxiste. Il donne notamment des conférences sur Socialisme utopique et socialisme scientifique de Friedrich Engels et Travail salarié et Capital de Karl Marx. Avec le jeune écrivain communiste Oleksandr Havryliouk, Halan met en place des refuges pour les sans-abri, rédige des tracts et des manifestes et les publie à Lviv.
Tout au long de sa carrière politique, l'écrivain est persécuté et emprisonné à deux reprises (la première fois en 1934). Il est l'un des organisateurs du Congrès antifasciste des travailleurs culturels de Lviv en mai 1936. Halan participe également à une grande manifestation le 16 avril 1936 à Lviv, au cours de laquelle la foule est visée par la police polonaise. Au total, trente ouvriers sont tués et deux cents blessés. Halan consacre son texte Golden Arch à la mémoire de ses camarades communistes morts ce jour-là.
Sa participation au Congrès antifasciste l'oblige à fuir Lviv pour Varsovie, où il trouve finalement du travail dans le journal, Dziennik Popularny, marqué à gauche et dirigé par Wanda Wasilewska. En 1937, le journal est fermé par les autorités et, le 8 avril, Halan est accusé de militantisme communiste illégal et envoyé en prison à Varsovie. Il est plus tard transféré à Lviv. Libéré en décembre 1937, Halan vit à Lviv sous la stricte surveillance de la police et reste au chômage jusqu'en 1939.
En 1937, son frère aîné, membre du Parti communiste d'Ukraine occidentale, meurt à Lviv. Le Parti communiste de Pologne et le Parti communiste d'Ukraine occidentale, en tant qu'organisation autonome, sont dissous par le Komintern sur la base d'accusations, montées de toutes pièces, d'espionnage au profit de la Pologne en 1938. La première épouse de Halan, Anna Henyk (également membre du PCWU), qui étudie à l'Institut médical de Kharkiv, est alors arrêtée par le NKVD et exécutée lors des Grandes Purges,,,,.

### Déménagement à Lviv, sous domination soviétique
Après l'annexion de l'Ukraine occidentale (en) et de la Biélorussie occidentale (en) par l'URSS en septembre 1939, Iaroslav Halan travaille pour le journal Vilna Ukraina, dirige le théâtre Maria Zankovetska et écrit plus de 100 brochures et articles sur les changements en cours dans les terres réunifiées de l'Ukraine occidentale. Selon Petro Panch (en), Halan fait partie des écrivains considérant « la libération de l'Ukraine occidentale [par l'Armée rouge] comme une conclusion logique de la politique du Parti communiste ». Il soutient donc la politique communiste « en paroles et en actes » et est par conséquent emprisonné en Pologne.
En novembre 1939, Halan se rend à Kharkiv pour tenter de retrouver son épouse disparue Anna Henyk. Avec l'écrivain Iouri Smolytch, il visite le dortoir de l'Institut médical et demande au concierge des informations sur son sort. Le portier lui remet seulement une valise contenant les affaires d'Anna et lui déclare qu'elle a été arrêtée par le NKVD, ce qui fait fondre Halan en larmes.
En juin 1941, alors qu'il est journaliste au journal Vilna Ukraina, il prend ses premières vacances en Crimée, mais n'y reste pas longtemps ; le 22 juin, l'Allemagne nazie envahit l'Union soviétique, il s'engage dans l'Armée rouge.

### Durant la guerre
Lorsque la guerre sur le front de l'Est commence, Halan se rend à Kharkiv et se présente au commissariat militaire, souhaitant devenir volontaire de l'Armée rouge et d'aller au front, mais il est refusé.
Il est évacué vers Oufa. En septembre 1941, Alexandre Fadeïev le convoque à Moscou pour travailler au magazine de langue polonaise Nowe Horyzonty. Au moment de la bataille de Moscou, le 17 octobre, il déménage à nouveau, cette fois vers Kazan.
Plus tard, l'écrivain arrive à Saratov, où il devient animateur à la station de radio Taras Chevtchenko. Il est ensuite envoyé spécial en première ligne du journal Sovietskaya Ukraina, puis de Radianska Ukraina.

« La majorité de ses propos radiophoniques sont nés spontanément. Il écoute les émissions de radio de l'ennemi, réfléchit un moment, puis se rend au studio avec un microphone ouvert et répond sans aucune préparation, exprimant tout ce qu'il ressent. Ce fut une véritable bataille radiophonique avec tous les propagandistes d'Hitler, à commencer par Goebbels, Dietrich et d'autres. La possibilité de lutter ainsi — immédiatement, sans papier [et sans censure] — démontre la grande confiance que lui accordent le gouvernement et le Comité central du PCUS. »

En 1943, à Moscou, il rencontre sa future seconde épouse, Maria Krotkova, qui est artiste.
En octobre 1943, la maison d'édition Moscovskiy Bolshevik publie le recueil de quinze histoires de guerre rapportées par Halan, intitulé Front on Air. À la fin de l'année, celui-ci déménage à Kharkiv, récemment libérée, et y travaille à la station de radio Dnipro, qui relaie les nouvelles du front.
Pendant et après la guerre, il critique sévèrement les nationalistes ukrainiens, en particulier les banderivtsi de l'Organisation des nationalistes ukrainiens, les melnykivtsi de l'Armée insurrectionnelle ukrainienne et les bulbivtsi de la Sitch de Polésie, qu'il considère comme complices des occupants nazis.

### Après la guerre

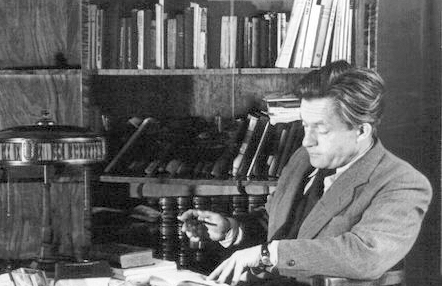
Iaroslav Halan dans son bureau, en 1947.

En 1946, Iaroslav Halan, en tant que correspondant du journal Radianska Ukraina, est chargé de représenter l'URSS au procès de Nuremberg, jugeant les criminels militaires nazis,.
Iaroslav Halan écrit beaucoup sur les nationalistes ukrainiens. Dans son histoire What Has No Name, il décrit en détail les crimes de l'OUN, et prétend notamment relater l'assassinat d'un couple dont les corps sont découpés et donnés à manger à leur propre fille. Il se concentre sur la lutte contre la propagande nationaliste, se plaignant dans une lettre à son ami Iouri Smolytch d'être le seul à publier sur le sujet : « pourquoi seulement moi ? Pourquoi devrais-je être le seul nettoyeur de puisards ? Le lecteur de nos périodiques pensera involontairement qu'il n'y a que le « maniaque » Halan, qui s'est accroché au fascisme ukrainien comme un ivrogne s'accroche au radeau, alors que la grande majorité des écrivains ignorent cette question. Il n'est pas nécessaire d'expliquer quelles autres conclusions le lecteur en tirera. ».

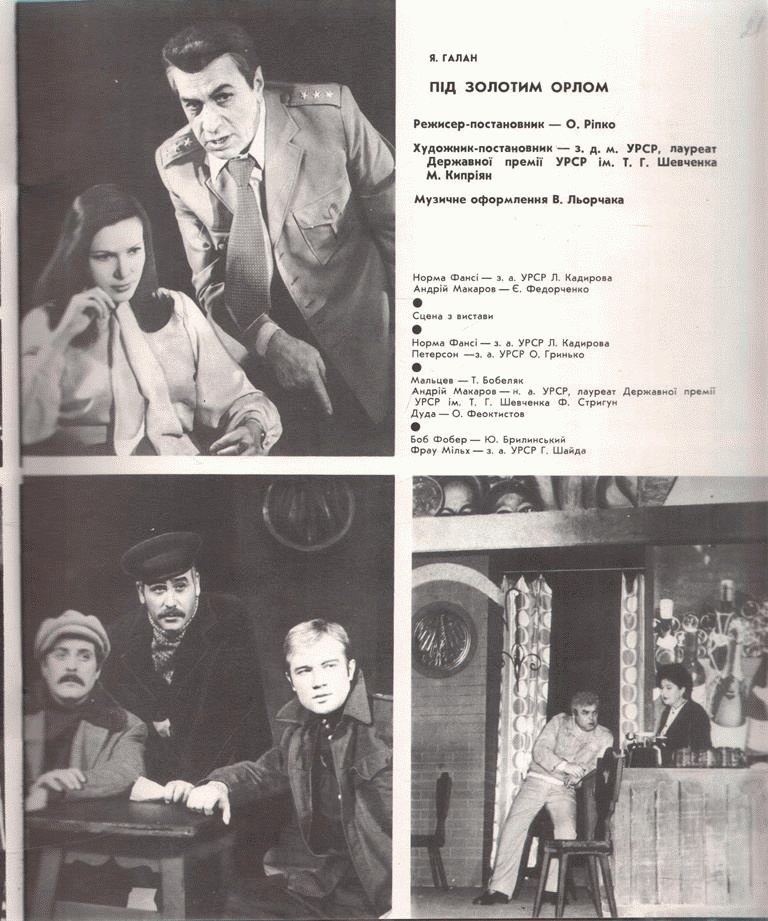
Images d'une représentation de Under the Golden Eagle, en 1982.

Dans sa tragédie Under the Golden Eagle (1947), l'écrivain critique sévèrement l'administration d'occupation américaine en Allemagne de l'Ouest pour ses tentatives d'empêcher les soldats soviétiques internés dans des camps spéciaux de retourner dans leur pays d'origine. Dans sa pièce Love at Dawn (1949, publiée en 1951), il décrit le triomphe du socialisme dans les zones rurales de l'ouest de l'Ukraine.
Dans ses derniers pamphlets satiriques (Leur visage en 1948, Au service de Satan la même année, En face des faits en 1949, Le Père des Ténèbres et ses acolytes en 1949, Les idoles du Vatican ont soif de sang, toujours en 1949, en polonais, Le Crépuscule des dieux extraterrestres en 1948, Ce qu'il ne faut pas oublier en 1947, Le Vatican sans Masque en 1949, etc.), Iaroslav Halan critique l'idéologie supposément nationaliste des institutions religieuses (en particulier celle de l'Église grecque-catholique) et la doctrine anticommuniste du Saint-Siège.
En juillet 1949, lorsque le Vatican découvre que Halan envisage de publier un nouveau pamphlet anticlérical, intitulé Le Père des Ténèbres et ses acolytes, le pape Pie XII l'excommunie,. En réponse à cela, Halan rédige un autre document, ayant pour titre Je crache sur le pape, qui a une résonance significative au sein de l'Église et parmi les croyants. Dans le pamphlet, il ironise sur le Décret contre le communisme publié par le Vatican le 1er juillet, dans lequel le Saint-Siège menace d'excommunier tous les membres des partis communistes et les partisans actifs des communistes : « Ma seule consolation est que je ne suis pas seul : avec moi, le Pape a excommunié au moins trois cents millions de personnes, et avec eux je déclare une fois de plus à pleine voix : je crache sur le Pape ! ».

### Assassinat et suites judiciaires
Iaroslav Halan est assassiné le 24 octobre 1949 chez lui, rue Hvadiyska à Lviv, dans son bureau. Il reçoit onze coups de hache à la tête. Son sang coule sur le manuscrit de l'article qu'il est en train d'écrire, La grandeur de l'humain libéré, qui célèbre le dixième anniversaire de l'annexion de l'Ukraine occidentale à la RSS d'Ukraine.
Les assassins — deux étudiants de l'Institut technique forestier de Lviv, Ilari Loukachevitch et Mykhaïlo Stakhour — ont commis le crime sur ordre de la direction de l'OUN. La veille du meurtre, Loukachevitch gagne la confiance de l'écrivain et les étudiants sont invités dans sa maison. Ils viennent dans son appartement, prétextant être victimes de discrimination à l'université et demandent son aide. Lorsque Loukachevitch donna le signal, Stakhour attaque l'écrivain avec la hache. Stakhour s'assure alors de la mort de Halan, ils ligotent la gouvernante et s'enfuient.
Le ministère soviétique de la Sécurité de l'État (MGB) accuse les nationalistes ukrainiens d'être responsables de l'assassinat de Halan, tandis que l'OUN affirme qu'il s'agit d'une provocation soviétique visant à déclencher une nouvelle vague de répression contre la population locale.
Nikita Khrouchtchev, alors dirigeant de la RSS d'Ukraine, prend personnellement la direction de l'enquête. En 1951, l'agent du MGB Bohdan Stachinsky s'infiltre dans le réseau clandestin de l'OUN et réussit à retrouver Stakhour, qui se vante de l'assassinat de Halan. Il est arrêté le 10 juillet et reconnaît sa culpabilité lors du procès. Selon ses propres dires, il a agi ainsi en raison des publications et déclarations critiques de l'écrivain à l'égard de l'OUN, de l'armée insurrectionnelle ukrainienne et du Vatican.
Le 16 octobre 1951, un tribunal militaire du district militaire des Carpates condamne Mykhaïlo Stakhour à mort par pendaison : le tribunal applaudit à l'annonce du verdict. Stakhour est exécuté le jour même.
L'assassinat de Halan donne lieu à un durcissement des mesures soviétiques prises contre l'Armée insurrectionnelle ukrainienne (UPA), qui poursuit ses activités de sabotage et de guérilla contre le pouvoir dans l'ouest de l'Ukraine. Toute la direction du MGB se rend à Lviv, Pavel Soudoplatov lui-même y travaille pendant plusieurs mois. L'une des conséquences de l'assassinat de Halan est l'élimination du leader de l'UPA, Roman Choukhevytch, quatre mois plus tard.

## Historiographie et critiques
En 1962, à Toronto, Oleksandr Matla, historien pro-nationaliste de la diaspora ukrainienne au Canada qui écrit sous le nom de Petro Terechtchouk, publie l'ouvrage Histoire d'un traître (Iaroslav Halan), dans lequel il accuse Halan d'être un informateur des autorités polonaises et soviétiques, et de les avoir aidé à réprimer les nationalistes. Il l'accuse également d'avoir permis aux Soviétiques de cibler certains écrivains d'Ukraine occidentale, pourtant favorables au communisme, comme Anton Krouchelnytsky, qui déménage de Lviv à Kharkiv dans les années 1930 et est tué pendant la Grande Terreur. Pour Terechtchouk, Halan « a utilisé son indéniable talent de journaliste au service de l'ennemi », ce qui contribue à le placer « en-dehors du peuple ukrainien ». Il avance également l’hypothèse selon laquelle la mort de Halan aurait en fait été planifiée, exécutée et mise en scène par les Soviétiques. Cependant, la culpabilité de l’OUN, prouvée par de nombreux éléments, est reconnue par la grande majorité des historiens,,.
Pour Iouri Ianovsky, écrivain soviétique ukrainien ayant travaillé avec Halan au procès de Nuremberg en 1946, « Iaroslav est un érudit, un artiste, un polémiste, un homme politique et sans aucun doute un journaliste de niveau international ». Il souligne également « sa capacité exceptionnelle à « chercher » et à « soulever » des sujets, des problèmes, son travail persistant sur le traitement de la matière ».

## Hommages

### Dans la littérature
De 1967 à 1987, l'éditeur Kameniar, basé à Lviv, publie l'almanach antifasciste et anticlérical Post Named After Yaroslav Halan. Au total, 22 numéros paraissent.

### Au cinéma
En 1954 est tourné le film Il ne faut pas oublier, basé sur les événements de la vie de Iaroslav Halan, avec Sergei Bondartchouk dans le rôle principal. En 1973, un autre film basé sur la biographie de Halan Jusqu'à la dernière minute avec Vladislav Dvorzhetsky dans le rôle principal est sorti. En 1969, le studio Ukrkinokhronika tourne le documentaire Iaroslav Halan, qui relate la vie de l'écrivain.
Les studios de cinéma Dovjenko, adaptent en 1958 l'œuvre de Halan Under the Golden Eagle, mais le film ne sort pas car considéré comme « trop anti-américain ». L'œuvre Les montagnes fument est adaptée en 1989 par le studio Ukrtelefilm.

### Monuments

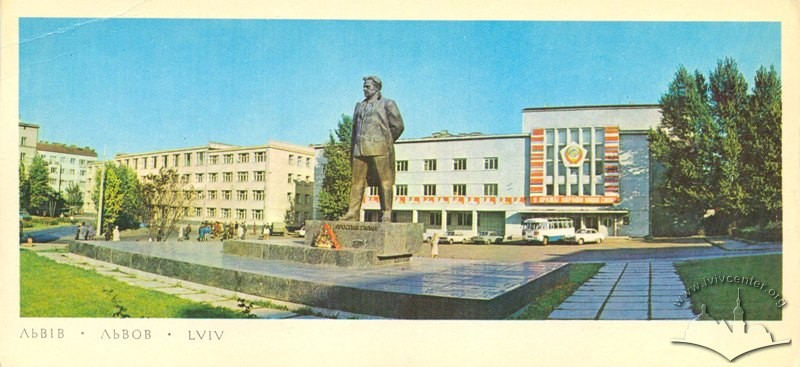
Photographie de la statue de Halan à Lviv, en 1972.

Un immense monument dédié à Iaroslav Halan est installé à Lviv en 1972. La place où se trouve le monument porte également le nom de Halan. En 1992, à la veille de la visite des responsables du Vatican, les autorités locales démolissent le monument et son métal est utilisé pour construire un monument à la Prosvita, une organisation nationaliste contre laquelle Halan a lutté. Un autre monument honorant l'écrivain est installé dans le parc culturel de la ville en 1957 et démoli dans les années 1960. Un monument à Halan existe également à Drohobytch, dans l'oblast de Lviv, mais il est démoli dans les années 1990.
En 1960, l'appartement personnel de Halan, au 18 rue Hvardiyska, où il a vécu de 1944 à 1949, est transformé en musée personnel. Le musée contient les effets personnels de l'écrivain, des documents liés à son activité littéraire et politique, ainsi que des éditions de ses œuvres. Dans les années 1990, il est menacé de fermeture, mais il est finalment transformé en musée littéraire de Lviv, et son objet est élargi à la premièrem oitié du XXe siècle.

### Distinctions
De 1964 à 1991, le prix Iaroslav-Halan est décerné par l'Union des écrivains d'Ukraine pour le meilleur journaliste de propagande.
En 1979, le Conseil des ministres de la RSS d'Ukraine crée la bourse Iaroslav-Halan pour les étudiants talentueux de l'université d'État Taras-Chevtchenko de Kiev et de l'université de Lviv.

### Lieux portant son nom
Les rues portant le nom de Iaroslav Halan existaient à Kiev, Kharkiv, Kryvyï Rih, Odessa, Tchernihiv, Dnipro, Lviv, Khmelnytskyï, Poltava, Tcherkassy, Tchernivtsi, Kalouch, Nikopol, Oujhorod, Moukatchevo, Berejany, Korosten et Novograd Volynskyi, mais elles sont renommées. dans le cadre de la décommunisation. À l'époque soviétique, à Saratov, le nom de Iaroslav Halan est donné à la rue où il travaillait et où était donc située la station de radio Taras Chevtchenko. Après l’effondrement de l’URSS, la rue retrouve son nom historique, rue Proviantskaïa. À Donetsk, Louhansk, Ienakiieve, Tchystiakove, Chostka et Rostov-sur-le-Don, il existe encore des rues portant le nom de Halan.
Le théâtre dramatique régional de Lviv (Drohobytch) et le théâtre dramatique régional de Kolomya (Kolomya) reçoivent le nom de Iaroslav Halan. Renommé dans les années 1990. L'Institut pédagogique de Ternopil et le Collège pédagogique de Loutsk reçoivent eux aussi le nom de Iaroslav Halan, mais sont renommés dans les années 1990. La bibliothèque régionale pour adultes de Lviv, créée par les autorités soviétiques dans le bâtiment du palais Besyadetski, et la bibliothèque régionale pour jeunes de Kiev portent également ce nom. Toutes deux sont renommées dans les années 1990. L'une des bibliothèques du district de Kharkiv porte encore le nom de l'écrivain. En 1954, le cinéma Iaroslav Halan est construit dans le district de Lytchakiv, à Lviv. Il est renommé dans les années 1990 et est aujourd'hui abandonné.
Le nom de Halan est en outre donné à plusieurs kolkhozes.

### Divers
En 1962, 1970 et 1976, la poste de l'URSS émet des enveloppes postales avec un portrait de Iaroslav Halan.
Dans les années 1970, dans l'oblast de Lviv, il existe un réseau de 450 clubs athées portant le nom de Iaroslav Halan.
Le nom de Iaroslav Halan est donné à un bateau à vapeur de la compagnie maritime fluviale Belsky, qui opère sur la ligne Moscou - Oufa. Il est actuellement hors d'usage.
En 2012, la Rada d'Ukraine adopte une résolution commémorant l'héritage de Halan, intitulée Sur la célébration du 110e anniversaire de la naissance du célèbre écrivain antifasciste ukrainien Iaroslav Oleksandrovytch Halan.

## Récompenses et distinctions
- Ordre de l'insigne d'honneur
- Prix Staline de 2e classe (1952, à titre posthume)
- Médaille Pour le travail vaillant pendant la Grande Guerre patriotique 1941-1945

## Galerie

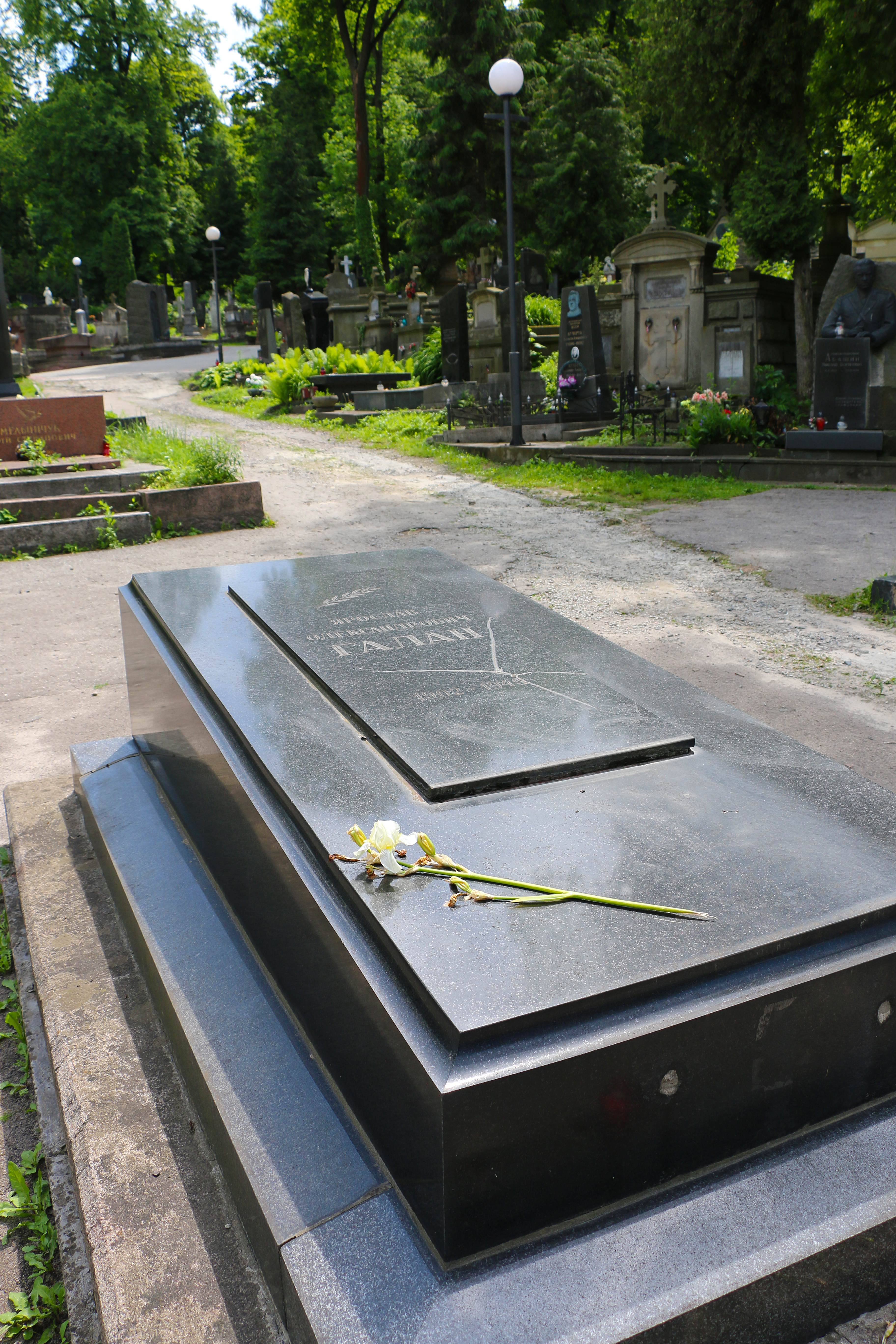
Tombe de l'écrivain au cimetière de Lytchakiv
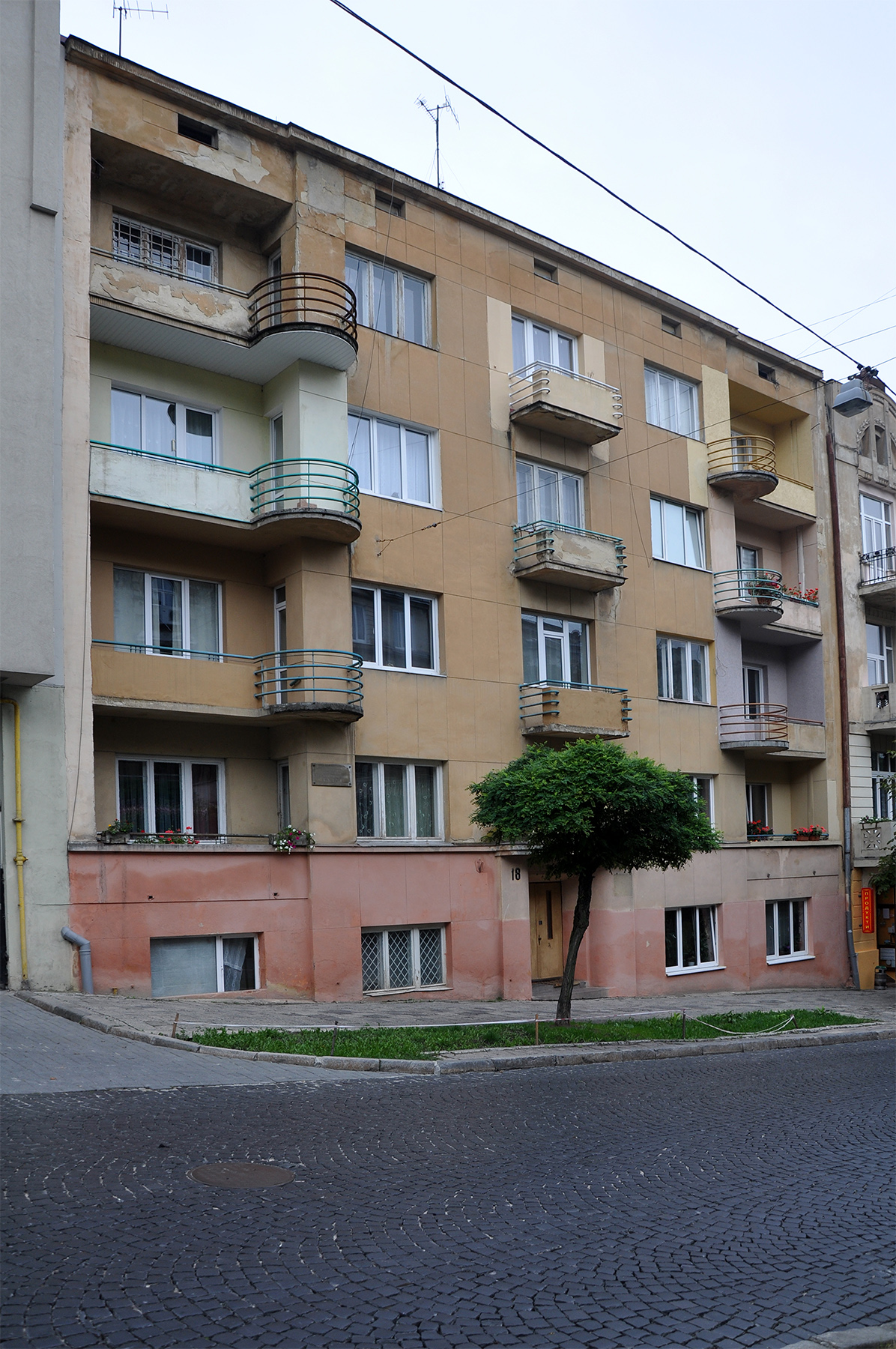
Maison de Halan à Lviv, 18, rue Hvardiyska.
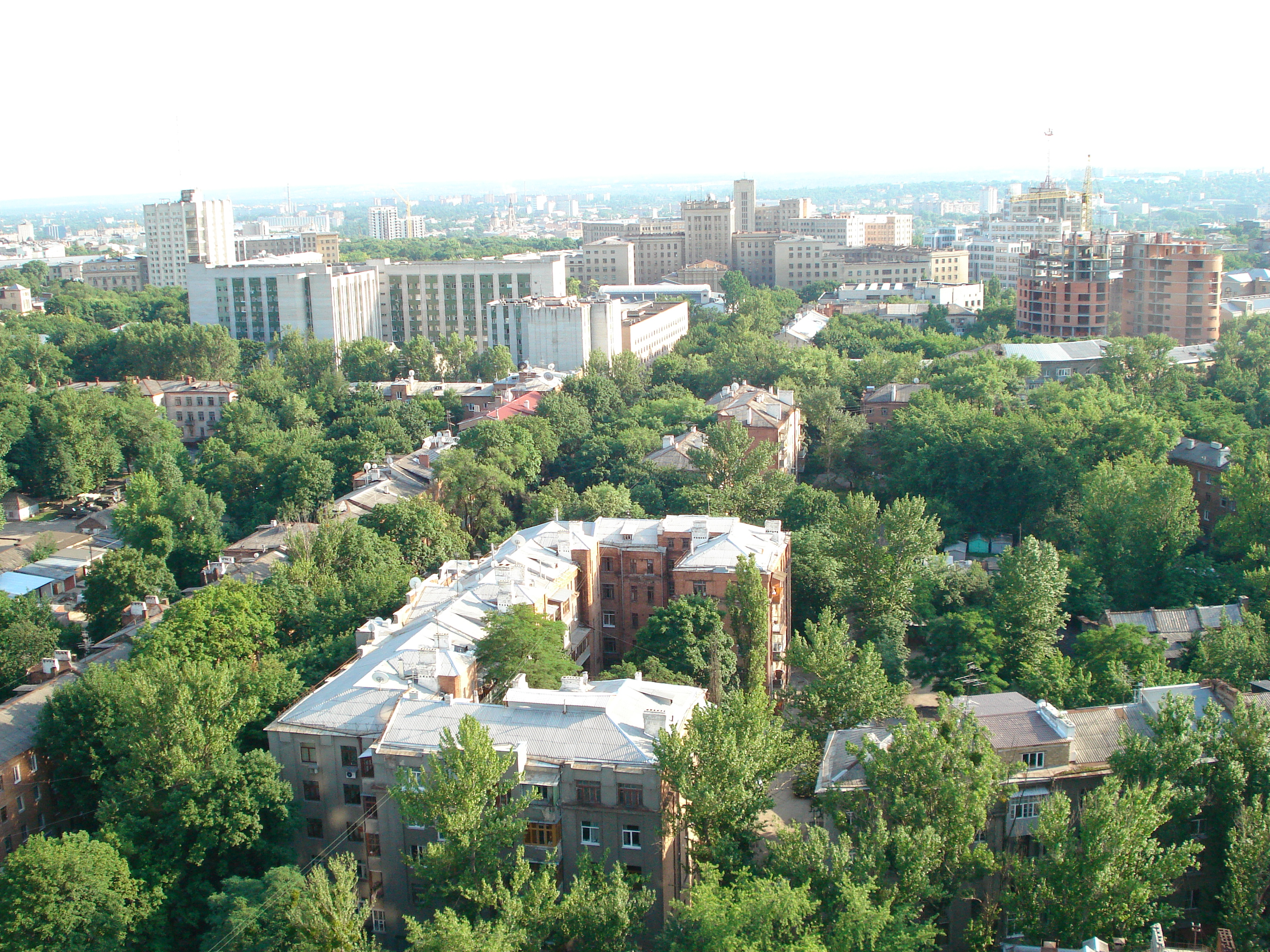
Ancienne rue Iaroslav-Halan à Kharkiv (rebaptisée en 2016)
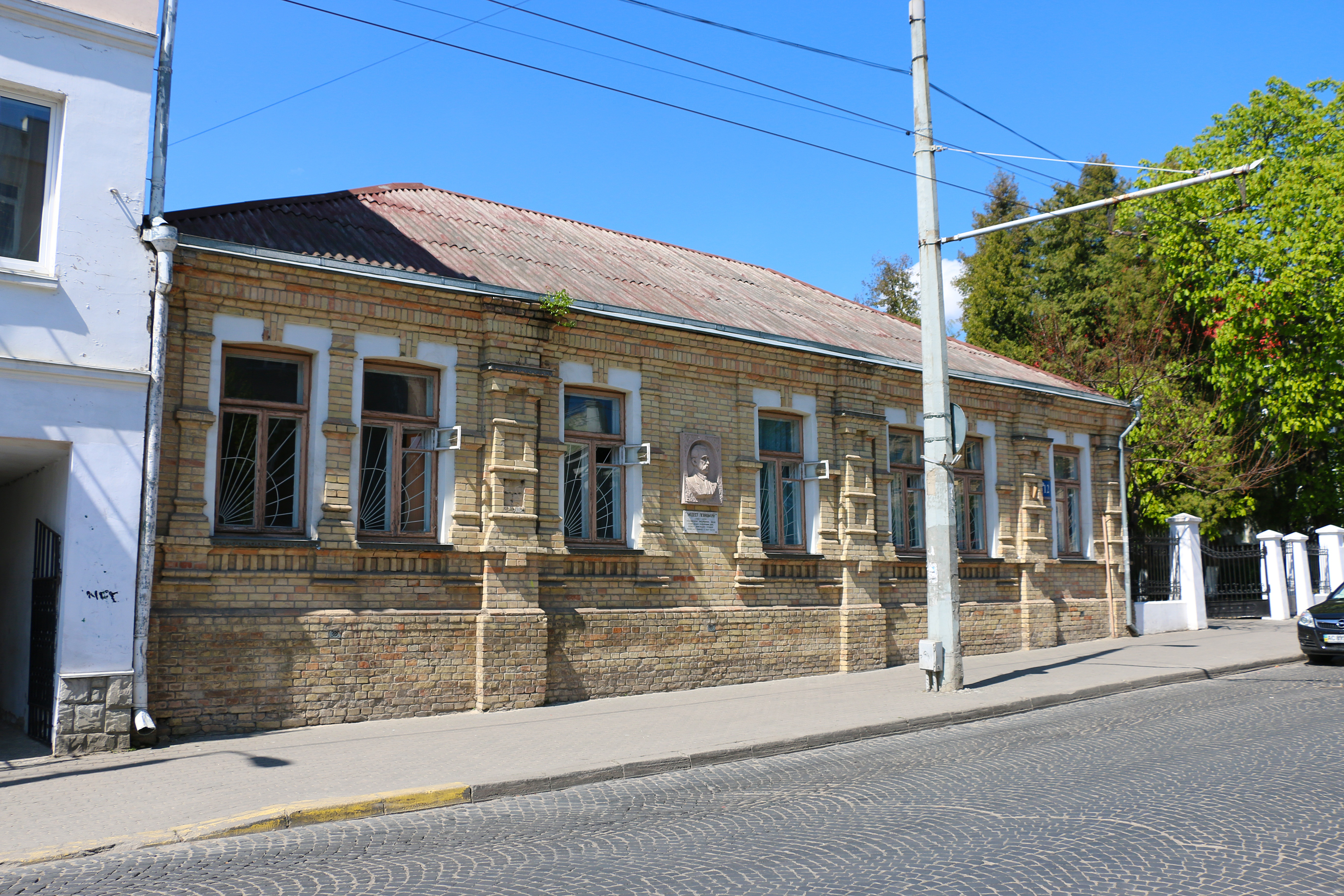
Ancien bâtiment de l'établissement de Loutsk où travaillait Halan.